# 1915 în științifico-fantastic
- 1914 în științifico-fantastic — 1915 în științifico-fantastic — 1916 în științifico-fantastic

1915 în științifico-fantastic a implicat o serie de evenimente:

## Nașteri și decese

### Nașteri
- Leigh Brackett (d. 1978)
- Leonard Daventry (d. 1987)
- Lester del Rey (d. 1993)
- Diana Gillon
- Tom Godwin (d. 1980)
- Charles L. Harness (d. 2005)
- Fred Hoyle (d. 2001)
- Raymond F. Jones (d. 1994)
- Ernst von Khuon (d. 1997)
- Karl Friedrich Kohlenberg (d. 2002)
- Henry Kuttner (d. 1958)
- David I. Masson (d. 2007)
- |Alexander Mejerow (d. 1975)
- Frank Riley, Pseudonimul lui Frank Rhylick (d. 1996)
- Wadim Schefner (d. 2002)
- T. L. Sherred (d. 1985)
- Jean Sutton (d. 2003)
- Dwight V. Swain (d. 1992)
- F. L. Wallace (d. 2004)
- Leonard Wibberley (d. 1983)
- Erwin Wickert (d. 2008)
- Bernhard Wolfe (d. 1985)
- Herman Wouk (d. 2019)
- Robert F. Young (d. 1986)

### Decese
- Eugen Friese (Pseudonim Karl Holderberg; n. 1845)
- Johann Adolf Herzog (n. 1850)
- Paul Scheerbart (n. 1863)
- Hans Schmidt-Kestner (n. 1882)

## Cărți

### Romane
- Rătăcitor printre stele (The Star Rover sau The Jacket)  de Jack London
- Beyond Thirty de Edgar Rice Burroughs
- Herland de Charlotte Perkins Gilman
- The Man Who Rocked the Earth de Arthur C. Train și Robert W. Wood
- The Moon Maiden de Garrett P. Serviss
- Plutonia (Плутония) de Vladimir Obrușev
- The Research Magnificent de H. G. Wells

## Filme
| Titlu          | Regizor        | Distribuție                                          | Țara | Sub-Gen /Note |
| -------------- | -------------- | ---------------------------------------------------- | ---- | ------------- |
| Der Kraftmeier | Ernst Lubitsch | Ernst Lubitsch                                       |      |               |
| Der Tunnel     | William Wauer  | Friedrich Kayßler, Fritzi Massary, Hermann Vallentin |      | [ 2 ] [ 3 ]   |
| William Voss   | Rudolf Meinert | Max Landa                                            |      | [ 4 ]         |
|                |                |                                                      |      |               |